# Шуранов, Пётр Григорьевич
Пётр Григо́рьевич Шура́нов (1868—1946) — садовод-селекционер, пионер культурного садоводства и овощеводства на Дальнем Востоке, создатель культурных районированных сортов груш, объединенных общим названием — «шурановка». Жил и работал в Хабаровске.

## Биография
Пётр Григорьевич Шуранов родился в 1868 году в с. Ляличи Суражского уезда Черниговской губернии (ныне Брянская область) России, в семье безземельного крестьянина.
По окончании начальной школы, работал в Киеве разнорабочим.
В 1882 году — переехал в Одессу, работал продавцом и счетоводом.
В 1897 году — через Индийский океан уехал во Владивосток. Затем поселился в Хабаровске, где до 1914 года служил продавцом в торговом доме Пьянкова.
С 1903 года — стал заниматься садоводством.

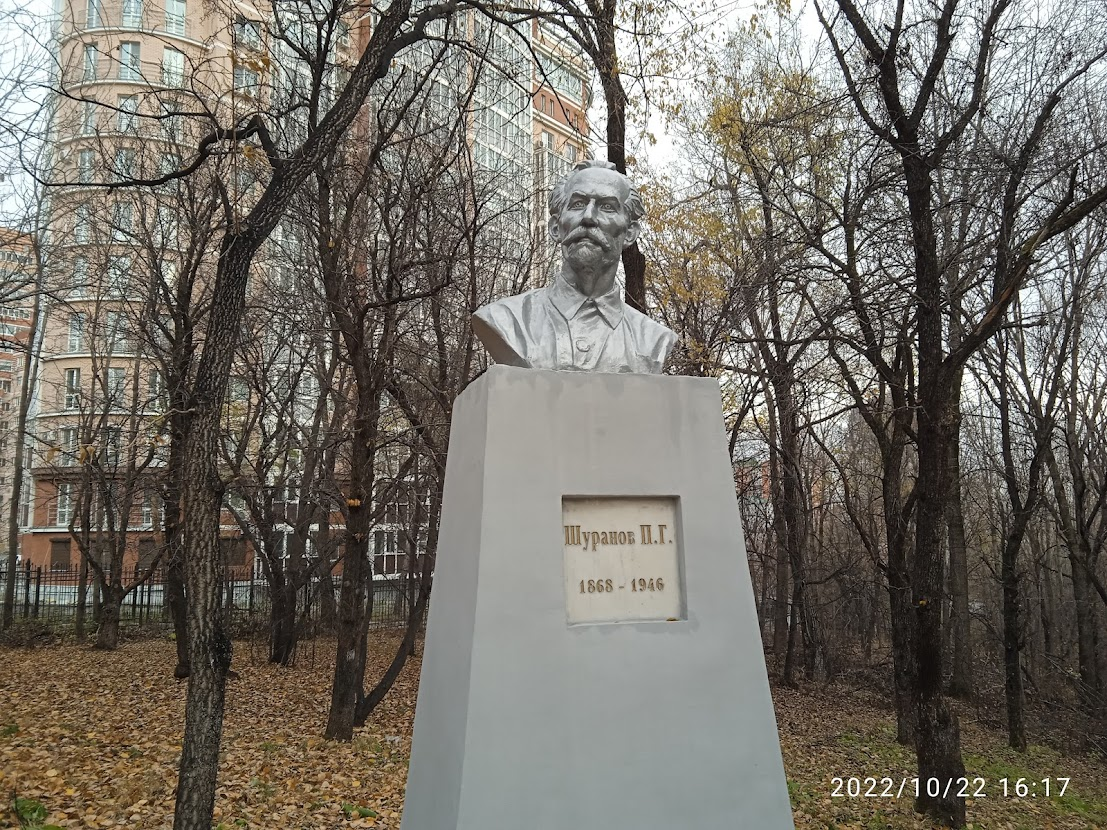
Бюст П.Г. Шуранова в питомнике его имени в Хабаровске

Скончался 25 января 1946 года, похоронен в Хабаровске на территории питомника, носящего его имя.

## Селекция и гибридизация
В 1897 году в Хабаровске на ул. Барабашевской (ныне ул. Запарина, 2—2 «а») выкупил пустошь, покрытую кустарником и бурьяном, где построил собственный дом и разбил сад.
Убедился в безуспешности выращивания яблонь, груш, слив, вишни из Европейской части России и начал заниматься селекцией местных сортов.
Первым на Дальнем Востоке опылил дикую уссурийскую грушу культурными сортами, полученными от И. В. Мичурина.
В 1910 году — получил первый дальневосточный сорт груши «Сочная».
В 1935—1936 гг. — выделил пять сортов груши «Шурановка».
Создал сорта груши, получившие собирательное название «шурановки» (с № от 1 до 5), а также, позднее, № 6 и 7. Наибольшее распространение в хабаровских и приморских садах получили «шурановки» № 3 и № 5.
В 1936 году — на второй плодоовощной выставке в Хабаровске за свои сорта груши получил денежную премию.
Вывел сорт ренета «Сеянец Шуранова» и сорт томата «Хабаровский розовый 308».
В закрытом грунте, в собственной оранжерее, выращивал в Хабаровске голландские сортовые розы. Сотни сортов высаживались на городских клумбах.
Вывел в садоводстве правило: чем дальше друг от друга скрещиваемые растения по месту их родины, тем легче приспосабливаются они к новым условиям. Создал десятки плодовых и овощных культур, которые вошли в дальневосточный генофонд садоводства.
В 1938—1940 гг. — трижды участвовал в Выставке достижений народного хозяйства (ВДНХ СССР).

## Наследие
Состоял в переписке с Иваном Владимировичем Мичуриным.
В 1908 году на запрос к И. В. Мичурину, получил ответ: 

«Не падайте духом в Ваших неудачах в борьбе с суровыми климатическими невзгодами. Вам следует перейти исключительно к выводке собственных сортов плодовых деревьев и кустарников из семян, и только отборные по выносливости у Вас сеянцы дадут безусловно Вам возможность разводить сады и иметь совершенно нестрадающие деревья и кустарники».
О происхождении «шурановок» имеются разноречивые указания: одни утверждают, что это естественные гибриды между уссурийской грушей и южными сортами, росшими в кадках дома, по другим сведениям, они получены из семян неизвестного европейского сорта, сеянцы которых воспитывались на менторе — уссурийской груше.
В каталоге Госреестра ВНИИСПК указано, что сорт Шурановка № 3 выведен из гибридных семян, присланных И. В. Мичуриным в 1911 году. Корнесобственные гибриды оказались недостаточно зимостойкими и некоторые из них были привиты в крону дикой уссурийской груши. Из вступивших в плодоношение привитых ветвей было выделено 5 номеров, которые под собирательным названием «шурановок» стали разводиться в приусадебных садах Хабаровска.
Самой вкусной из них является Шурановка № 5, а наиболее зимостойкой Шурановка № 3. Шурановка № 1 и Шурановка № 2 отличаются долговечностью и высокой урожайностью. Но вкусу и лежкости плодов они превосходят сорта Лукашова, но по зимостойкости уступают им.

## Память
- Бюст П. Г. Шуранова установлен в 1950 году на участке по ул. Запарина, 2 «а», в Хабаровске, в питомнике им. Шуранова, на его могиле[12]. Автор — скульптор Абрам Мильчин, реконструкция в 2003 году (бюст разбили вандалы) — скульптор Эдуард Маловинский. Постамент из кирпича с надписью «Шуранов П. Г. 1868—1946». Могила огорожена металлической оградой. С 1958 года за могилой и садом ухаживала Анна Васильевна Капитанова[13].
- Здесь же, в Хабаровске, сохранился его дом, по ул. Запарина, 2, на котором закреплена мемориальная доска с надписью «Здесь жил создатель уникального сада Петр Григорьевич Шуранов» (ныне отсутствует, снята)[14].
- В 1997 году создан памятник природы краевого значения «Питомник имени Шуранова» 2,8 га[15][16][17].

## Семья
Вдова — Ефрасинья Кузьминична Шуранова.